# Corey Davis
Corey Davis (Chicago, 11 gennaio 1995) è un ex giocatore di football americano statunitense che ha militato nel ruolo di wide receiver nella National Football League (NFL).

## Carriera universitaria
Davis al college giocò a football alla Western Michigan University dal 2013 al 2016, dove stabilì il record NCAA di tutti i tempi per yard ricevute in carriera con 5.278, superando il vecchio primato di Trevor Insley di Nevada che resisteva dal 1999. Alla fine della sua ultima stagione fu premiato come All-American dopo avere ricevuto 1.500 yard e 19 touchdown. Vinse anche il Paul Warfield Trophy come miglior wide receiver nel college football

## Carriera professionistica

### Tennessee Titans
Il 27 aprile 2017, Davis fu scelto come quinto assoluto nel Draft NFL 2017 dai Tennessee Titans, il primo wide receiver selezionato. Debuttò come professionista subentrando nella gara del primo turno contro gli Oakland Raiders ricevendo 6 passaggi per 69 yard. La sua prima stagione regolare si chiuse con 11 presenze, di cui 9 come titolare, con 34 ricezioni per 375 yard senza segnare alcuna touchdown. Andò invece a segno due volte nel divisional round dei playoff in cui i Titans furono eliminati dai New England Patriots campioni in carica.

### New York Jets
Il 15 marzo 2021 Davis firmò con i New York Jets un contratto triennale del valore di 37,5 milioni di dollari. Nella prima partita con la nuova maglia ricevette due touchdown dal quarterback rookie Zach Wilson nella sconfitta contro i Carolina Panthers.
Il 23 agosto 2023 Davis annunciò il ritiro dopo cinque stagioni da professionista all'età di 28 anni.